# Jules Madeline
Jules Auguste Madeline, né le 10 septembre 1871 à Melun et mort le 19 février 1932 à son domicile dans le 9e arrondissement de Paris, est un patron de presse français. Il dirige le journal Le Matin de 1903 à 1920.

## Biographie
Fils d'Auguste Madeline, tapissier, et d'Henriette Bara, Jules Madeline naît à Melun, et obtient le certificat d'études primaires supérieures en 1886.
De 1886 à 1888 Jules Madeline est employé dans l'entreprise d'outillage Les Forges de Vulcain. Il entreprend, en parallèle, des études de dessin industriel. De 1886 à 1895 il est employé à la comptabilité générale de la Société générale. Il suit également des cours à l'École pratique de commerce et de comptabilité et obtient en 1895 son certificat d'aptitude à l'enseignement de la comptabilité dans les écoles normales et écoles primaires supérieures. Jules Madeline devient alors secrétaire particulier du banquier Henry Poidatz qu'il a rencontré alors que Madeline travaillait le soir comme comptable au théâtre des Folies-Dramatiques, dont Poidatz est le principal actionnaire. Celui-ci vient de racheter le quotidien Le Matin  avec Maurice et Philippe Bunau-Varilla. Après le décès d'Henry Poidatz en 1903, Madeline est nommé président du conseil d'administration du Matin. Il est reconduit dans ses fonctions jusqu'en 1920, date à laquelle il devient simple conseiller administratif. Il démissionne du Matin le 11 février 1932 et meurt 8 jours plus tard à l'âge de 61 ans dans des circonstances encore floues. En effet, selon la version officielle, il serait tombé de sa fenêtre en ouvrant les volets.
Jules Madeline s'était marié le 24 octobre 1896 avec Blanche Luce et a eu une fille unique prénommée Raymonde.
Jules Madeline fut mobilisé le 18 août 1914 comme secrétaire d'État-major. Il est affecté à Paris durant toute la guerre et est démobilisé le 14 janvier 1919.

## Distinctions
- Le 7 mars 1919, il est nommé chevalier de la Légion d'honneur puis promu officier.
- Le 18 juin 1906, l'Empereur de Chine lui décerne l'Ordre du Double Dragon, 3e rang, 2e classe.

## Sources
- Les papiers personnels de Jules Madeline sont conservés aux Archives nationales à Pierrefitte-sur-Seine sous la cote 29AR : inventaire du fonds 29AR.